# Lijst van weg- en veldkapellen in Nederweert
Dit is een onvolledige lijst van veldkapellen in de gemeente Nederweert. Kapelletjes komen vooral in het zuiden van Nederland voor en werden dikwijls gebouwd ter verering van een heilige.
| Kapel                                            | Adres                | Plaats            | Bouwperiode      | Architect | Foto                                                   |
| ------------------------------------------------ | -------------------- | ----------------- | ---------------- | --------- | ------------------------------------------------------ |
| Sint-Antoniuskapel                               | Boeket 12            | Boeket            | 1867 en 1992     |           | Sint-Antoniuskapel Boeket                              |
| Schanskapel                                      | Hoofstraat bij 4     | Budschop          | 1905             |           | Schanskapel Budschop                                   |
| Mariakapel                                       | Liesjeshoek-Heerbaan | Leveroy           | Ca. 1750 en 1986 |           |                                                        |
| Mariakapel                                       | Deckersstraat 5      | Leveroy           | 1919             |           |                                                        |
| Sint-Servaaskapel                                | Vlas                 | Leveroy           | ca. 1880         |           |                                                        |
| Onze-Lieve-Vrouw-van-Rustkapel                   | Mildert              | Mildert           | 1912             |           | Onze-Lieve-Vrouw-van-Rustkapel Mildert                 |
| Kerkhofkapel                                     | Kerkstraat bij 58    | Nederweert        | 1892 - 1903      |           | Kerkhofkapel Nederweert                                |
| Mariakapel                                       | Booldersdijk         | Nederweert        | 1945             |           | Mariakapel Nederweert                                  |
| Kerkhofkapel                                     | Sint Gerardusstraat  | Nederweert-Eind   |                  |           |                                                        |
| Kruiskapel                                       | Eind                 | Nederweert-Eind   | Circa 1960       |           | Kruiskapel Nederweert-Eind                             |
| Onze-Lieve-Vrouw-van-Altijddurende-Bijstandkapel | Klaarstraatzijweg 1  | Ospel-Klaarstraat | 1907             |           | Onze-Lieve-Vrouw-van-Altijddurende-Bijstandkapel Ospel |
| Onze-Lieve-Vrouw-van-Lourdeskapel                | Schoor 34            | Schoor            | 1916             |           | Onze-Lieve-Vrouw-van-Lourdeskapel Schoor               |